# Pihla Keto-Huovinen
Pihla Keto-Huovinen, född 19 september 1974 i Esbo, är en finländsk samlingspartistisk politiker och jurist. Hon är ledamot av Finlands riksdag sedan 2019. Hon är vicehäradshövding och har arbetat som häradsåklagare.
Keto-Huovinen blev invald i riksdagsvalet 2019 med 3 412 röster från Nylands valkrets.